# Bárbara Colen
Bárbara Colen (Belo Horizonte, 17 de fevereiro de 1986) é uma atriz brasileira.

## Biografia
Começou sua carreira em 2010 com o premiado curta-metragem Contagem, nessa mesma época trabalhava, paralelamente, no Ministério Público do Estado de Minas Gerais.
Sua estreia em longa-metragens foi com Aquarius, de Kleber Mendonça Filho, no qual interpretava o papel de Clara, na fase jovem da personagem. O filme teve sua premiere em Cannes no ano de 2016. Após a estreia de Aquarius, trabalhou em diversas produções cinematográficas. Dentre elas, No Coração do Mundo (2019), dirigido por Gabriel e Maurílio Martins e produzido pela produtora mineira Filmes de Plástico, que teve sua estreia no Festival de Rotterdam. Bárbara voltou ao Festival de Cannes no ano de 2019 com o filme Bacurau, de Kleber Mendonça Filho e Juliano Dorneles, no qual atua como Teresa. O filme conquistou o Prêmio do Júri no festival francês, premiação até então inédita para filmes brasileiros. Por seu trabalho em Bacurau, recebeu indicação ao prêmio de "Melhor Atriz" pela Academia Brasileira de Cinema em 2020. Também atuou no filme Breve Miragem de Sol, dirigido por Eryk Rocha. O filme teve sua estreia no BFI de Londres em 2019 e foi lançado em 2020 na plataforma de streaming Globoplay. 
Estreou na televisão em 2018 com o especial de final de ano Dia de Reis (Marcos Pimentel), veiculado pela Globo Minas, em que interpretava a protagonista Dora. Participou também da série Onde Está Meu Coração(Luísa Lima), do Globoplay, como a personagem Marta.
Bárbara também íntegra o elenco da novela das 19h, Quanto Mais Vida Melhor! onde vive uma ex-modelo, Rose, que vive um casamento em crise com Guilherme, o personagem de Mateus Solano. A novela é protagonizada por Vladimir Brichta, Giovanna Antonelli, Mateus Solano, Valentina Herszage e Bárbara Colen que segundo o autor da trama, Mauro Wilson, Rose é a quinta protagonista.

### Vida Pessoal
Nascida em Belo Horizonte no dia 17 de fevereiro de 1986, Bárbara é filha de Heloísa, uma servidora aposentada da Caixa Econômica Federal e de Chico, um empresário, dono de uma lavanderia industrial. Viveu em Recife dos 6 até os 13 anos de idade e é formada em direito pela Universidade Federal de Minas Gerais e teatro no CEFAR.

## Filmografia

### Televisão
| Ano     | Título                    | Personagem                         | Notas |
| ------- | ------------------------- | ---------------------------------- | ----- |
| 2018    | Dia de Reis               | Dora da Viola                      |       |
| 2021    | Onde Está Meu Coração     | Marta                              |       |
| 2021    | Hit Parade                | Lídia                              |       |
| 2021-22 | Quanto Mais Vida, Melhor! | Rose Costa Grava Monteiro Bragança |       |
| 2022    | Sentença                  | Tereza                             |       |

### Cinema
| Ano  | Filme                                    | Personagem             | Nota(s)        |
| ---- | ---------------------------------------- | ---------------------- | -------------- |
| 2010 | Contagem                                 | Rose                   | Curta-Metragem |
| 2016 | Aquarius                                 | Clara Bragança (jovem) |                |
| 2018 | Dia de Reis                              | Dora da Viola          |                |
| 2018 | Baixo Centro                             | Luiza                  |                |
| 2019 | No Coração do Mundo                      | Rose                   |                |
| 2019 | Bacurau                                  | Teresa                 |                |
| 2019 | Breve Miragem de Sol                     | Karina                 |                |
| 2022 | Fogaréu                                  | Fernanda               |                |
| 2023 | A Menina Que Matou os Pais - A Confissão | Delegada Heloísa       |                |

## Teatro
| Ano  | Título                            | Notas         |
| ---- | --------------------------------- | ------------- |
| 2011 | O menino do dedo verde            | [ 11 ]        |
| 2011 | Eu sou o que você gostaria de ser |               |
| 2012 | Play Me                           | [ 12 ] [ 13 ] |
| 2012 | Desvios Urbanos                   |               |

## Prêmios e indicações

### Grande Prêmio do Cinema Brasileiro
| Ano  | Categoria                       | Nomeação / trabalho | Resultado |
| ---- | ------------------------------- | ------------------- | --------- |
| 2020 | Melhor Atriz em Papel Principal | Bacurau             | Indicado  |

### Prêmio Guarani de Cinema Brasileiro
| Ano  | Categoria                       | Nomeação / trabalho  | Resultado |
| ---- | ------------------------------- | -------------------- | --------- |
| 2020 | Melhor Atriz em Papel Principal | Bacurau              | Indicado  |
| 2021 | Melhor Atriz Coadjuvante        | Breve Miragem de Sol | Indicado  |